# BMW 130i Cup
De BMW 130i Cup was een Nederlandse toerwagencompetitie van BMW en werd verreden in 2006, 2007 en 2008. Deze merkencup was onderdeel van het Dutch Power Pack en werd in die jaren gezien als de koningsklasse binnen de Nederlandse autosport.
Jaarlijks vonden er 7 raceweekenden plaats waarin twee races werden verreden. Meestal bestond een seizoen uit vijf races op Circuit Zandvoort, een op Circuit Assen en een op Circuit Zolder in België.
Er waren verschillende beroemde deelnemers aan deze Cup onder wie Jan Lammers, Duncan Huisman, Tim Coronel, Allard Kalff, Rintje Ritsma en de prinsen Bernhard van Vollenhoven en Pieter-Christiaan van Vollenhoven.

## De auto
De auto was een BMW 130i met een 3.0 L R6 motor met 272 pk. De motor had een koppel van 315 Nm. Hij had achterwielaandrijving. Het minimumgewicht was 1190 kg zonder rijder en 1265 kg met rijder. Verder reed de auto op 18" Pirellibanden.

## Kampioenen
| Jaar | Coureur              | Team                    |
| ---- | -------------------- | ----------------------- |
| 2008 | Bas Schothorst       | Coronel-Mcgregor Racing |
| 2007 | Ricardo van der Ende | Ekris Motorsport        |
| 2006 | Jan Joris Verheul    | Team Renova-Euser       |

Naast het kampioenschap onder professionals was er binnen de Samsung BMW Cup de 'Drivers Trophy', een divisie voor amateurrijders. In 2008 werd deze divisie gewonnen door prins Bernhard van Vollenhoven met Luuk Glansdorp op de tweede en Toine Nagel op de derde plaats.

## Startopstelling
De startopstelling voor race 1 werd bepaald door middel van een kwalificatiesessie. De opstelling voor race 2 werkte volgens de reversed grid-regeling, de top 10 staat dan in omgekeerde volgorde op de baan, de eerste start als tiende en de tweede start als negende.